# Bataille du mont Qi
Batailles
Bataille de Xincheng - Révolte de Tianshui - Bataille de Jieting - Siège de Chencang - Bataille de Jianwei - Bataille du mont Qi - Bataille des plaines de Wuzhang
La bataille du mont Qi est un combat entre le royaume de Shu et le royaume de Wei, qui eut lieu en 231 au pied du mont Qi (祁山), ce qui correspond actuellement à la zone montagneuse du Xian de Li, Longnan, Gansu. Cette bataille se déroula durant la période des Trois Royaumes et elle ne doit pas être confondue avec une autre bataille qui se déroule au même endroit en 214 et où les troupes de Cao Cao affrontent celle de Zhang Lu. Elle fut l'une des plus meurtrières parmi celles qui ont eu lieu durant les expéditions nordiques de Zhuge Liang, provoquant des centaines de morts dans chaque camp.
Après la victoire finale du Wei, Zhuge Liang, le premier ministre du Shu, passa trois ans à reconstituer son armée, avant de lancer un nouvel assaut en 234.

## Stratégies et préparatifs
En 217, Fa Zheng, le stratège de Liu Bei, propose d'utiliser Hanzhong comme base opérationnelle pour attaquer le centre du territoire du royaume de Wei ou annexer leurs provinces périphériques de Liangzhou et Yongzhou. Par la suite, le plan de Fa devient pour Zhuge Liang le fondement même de ses expéditions contre le Wei.
Pour sa première expédition, Zhuge Liang avait tenté d'envahir le nord-ouest du Wei en passant par le mont Qi, mais avait échoué. Lors de sa seconde expédition, il change de cible et se dirige sur Chencang, une forteresse défendant la route de Chang'an. Les défenses de la forteresse se révélèrent imprenables, forçant Zhuge Liang a revenir à son premier plan.
Au début de l'année 231, Zhuge Liang rassemble une armée en vue de la conquête de Longyou, en passant par le mont Qi. Avant que ses troupes se mettent en marche, Zhuge Liang envoie des messagers auprès des Xianbei et des Qiangs, les pressant d'attaquer les arrières de l'armée du Wei. Afin d'améliorer la logistique de son armée, il invente un système de transport de matériel, connu sous le nom de "bœufs de bois", qu'il fait construire en plus grand nombre possible.

## Déroulement de la bataille
Conquérir Longyou était une tâche ardue, car les dirigeants du Wei s'étaient préparés à une telle éventualité. Le mont Qi était gardé par Jia Ji et Wei Ping, dont le rôle était de servir de première ligne de défense pour la ville de Tianshui, pendant que les troupes d'élite de Dai Ling (戴陵) et Fei Yao protégeaient la ville même. Cependant, le Shu pouvait compter sur l'aide de Kebineng, le chef des Xianbei, dont les troupes venaient d'arriver dans le Xian de Fuping.
L'offensive commence par un engagement mineur au pied du mont Qi, qui fait croire à Cao Zhen, le général en chef des troupes du Wei, que ce n'est qu'une diversion. Il pense que Zhuge Liang cherche à détourner son attention et que l'attaque principale aura pour cible Chang'an, via les gorges de Quinling. En conséquence, Cao Zhen déplace la plus grande partie de ses forces à l'intérieur de Chang'an. Lorsque son erreur devient trop flagrante pour être ignorée, il est rétrogradé et remplacé par Sima Yi. Le nouveau général en chef donne l'ordre à Dai Ling et Fei Yao de protéger la ville de Shanggui avec 4 000 soldats d'élite et envoie le reste de ses troupes vers l'ouest pour rejoindre le champ de bataille, au pied du mont Qi. Zhang He, un général vétéran de nombreuses campagnes ayant bien plus d'expérience que Sima Yi, est en désaccord avec cette tactique. Il fait savoir à Sima que, selon lui, l'armée devrait être divisée en deux corps, pour pouvoir aussi protéger les places de Yong et de Mei. Sima Yi lui réplique qu'une armée ainsi divisée serait incapable de résister à l'ennemi.
Informé de l'arrivée de Sima Yi, Zhuge Liang laisse une partie de son armée assiéger le mont Qi et prend la tête du reste des troupes pour prendre Shanggui. Voyant arriver l'armée du Shu, les défenseurs de la ville passent outre aux consignes défensives de Sima Yi et lancent une attaque précipitée et désordonnée, qui se conclut par une sanglante défaite. Après cette victoire facile, Zhuge Liang refait ses réserves en laissant son armée fourrager dans la région. Sima Yi, au vu de la situation, décide de renforcer les troupes de Shanggui et avance à marche forcée vers le champ de bataille. Les deux armées se rencontrent à l'est de la ville, chaque camp tenant fermement une position stratégique et refusant de livrer combat. Le plan initial de Cao Rui, l'empereur du Wei, était d'approvisionner l'armée de Sima Yi avec les rations stockées à Shanggui. Il refusa donc de transporter des céréales et des vivres depuis le Guanzhong. Cependant, les mouvements des troupes de Zhuge Liang furent plus rapides que ce que le jeune empereur avait prévu et seulement une partie du ravitaillement prévu était sur place quand l'armée de Sima se retrancha à Shanggui. Face à cette situation, Guo Huai, le gouverneur de la province de Yong, décida de faire jouer les bonnes relations qu'il avait avec les tribus nomades locales, dont il obtint d'importantes quantités de nourriture, ce qui permit aux troupes du Wei d’être ravitaillées sans intervention du gouvernement central.
Après avoir fourragé, l'armée du Shu se replia, poursuivie par l'armée du Wei. Les deux armées se rencontrèrent à Hanyang (漢陽), où Sima Yi confia à Niu Jin, un de ses généraux, la tâche d'amener les troupes du Shu dans une embuscade, qu'il avait méticuleusement préparée. Cependant, après un bref combat entre l'avant-garde du Shu, Ma Dai, et Niu Jin, Zhuge Liang ordonne un repli général vers l'extrémité orientale des crêtes de Qishan. Il installa le campement de l'armée du Shu à Lucheng (鹵城, Forteresse de Lu), un emplacement idéal pour une confrontation. Pour compléter son dispositif, Zhuge Liang envoie ses généraux se positionner sur deux montagnes situées au nord et au sud de la forteresse et contrôle le trafic sur les rivières en installant des camps de soldats armés sur les rives. Les généraux sous les ordres de Sima Yi le pressèrent à de nombreuses reprises d'attaquer les troupes du Shu, mais Sima Yi restait hésitant face au dispositif de Zhuge Liang. Néanmoins, face aux critiques de ses subordonnés et lassé d'être ridiculisé par ses ennemis, Sima Yi cède. Au mois de mai, il envoie Zhang He attaquer le camp du Shu de la montagne du sud, gardé par Wang Ping, pendant qu'il mène personnellement un assaut frontal contre Lucheng. Face à la nuée de soldats que le Wei lâche contre lui, Zhuge Liang donne l'ordre à Wei Yan, Wu Ban et Gao Xiang de sortir de la forteresse pour repousser cette horde. C'est alors que les troupes du Wei subirent une défaite aussi importante qu'inattendue, perdant 3 000 soldats d'élite dans le combat, pendant que le Shu s'emparait de 5 000 armures et 3 100 arbalètes. Un livre d'histoire excellent, Zizhi Tongjian, utilise également ce document. Malgré ces lourdes pertes, Sima Yi était toujours à la tête d'une puissante armée, qu'il ramena à son campement.
De son côté, Zhuge Liang ne peut pas profiter de son avantage pour déclencher une offensive majeure, à cause de problèmes de logistique et d'un manque de nourriture. Des conditions météorologiques défavorables avaient empêché la logistique du Shu de livrer le matériel à temps, et Li Yan, le fonctionnaire responsable de l'approvisionnement en rations de l'armée, a prétendu à tort que l'empereur Liu Shan avait ordonné un retrait des troupes. Dans le Jin Shu, il est écrit que Sima Yi a à nouveau lancé une attaque sur les garnisons du Shu, et réussit à capturer les camps avancés de Zhuge Liang. Ce n'est pas assez de crédibilité. Quoi qu'il en soit, Zhuge Liang abandonna Lucheng et ordonna une retraite nocturne.
Sima Yi oublie pour un temps toute prudence et donne l'ordre à Zhang He de continuer à poursuivre l'ennemi pour finir de l'exterminer. Dans le Weilüe , il est écrit que Zhang He refusa de suivre les ordres de Sima Yi, arguant que, suivant les anciennes doctrines militaires, on ne doit pas s'en prendre à une armée qui retourne chez elle. Sima Yi rejette les arguments de son général et le force à continuer la poursuite. Finalement, Zhang tombe dans un piège à Moumen Trail (木门道), une gorge étroite où Zhuge Liang avait mis en embuscade un grand nombre d'arbalétriers. Ceux-ci déclenchèrent une véritable pluie de traits une fois les troupes du Wei engagés dans la gorge, pendant que Zhang He, touché au genou droit, meurt sur le champ de bataille à l'âge de 64 ans.

## Conséquences de la bataille
Quand Zhuge Liang retourne à Hanzhong, il reçoit une lettre de Li Yan l'informant que les rations étaient prêtes et qui lui demande pourquoi il avait battu en retraite. En même temps, Li Yan envoie à Liu Shan un rapport indiquant que « l'armée a simulé une retraite, afin de forcer l'ennemi à engager le combat ». En agissant ainsi, Liu Shan espérait que Zhuge Liang reprendrait le combat, ce qui ferait oublier l'échec du transport des rations en temps et en heures. Zhuge préféra rentrer à Chengdu pour monter à Liu Shan les lettres qu'il a reçues et ainsi forcer Li Yan à admettre son erreur. Dès son arrivée à la capitale, Zhuge Liang demande à l'empereur de déchoir Li Yan de tous ses titres et postes officiels, avant de l'exiler à Zitong.